# Ars-en-Ré
Ars-en-Ré é uma comuna francesa na região administrativa da Nova Aquitânia, no departamento de Charente-Maritime. Estende-se por uma área de 10,95 km². Em 2010 a comuna tinha 1 325 habitantes (densidade: 121 hab./km²).
Pertence à rede das As mais belas aldeias de França.